# Myodes californicus
Campagnol à dos roux de Californie
Espèce
Répartition géographique
Statut de conservation UICN

 LC  : Préoccupation mineure
Myodes californicus, le Campagnol à dos roux de Californie, est une espèce de rongeurs de la famille des Cricetidae. Il vit dans les massifs forestiers anciens, denses et sombres de la côte pacifique de l'Amérique du Nord. Ce petit campagnol élancé au pelage brun  à la face dorsale généralement sombre est un mycophage obligatoire de champignons fructifiant sous terre. Il participe ainsi activement à la dissémination de ces symbiotes mycorhiziens et à la bonne santé des conifères qui leur sont associés.

## Description

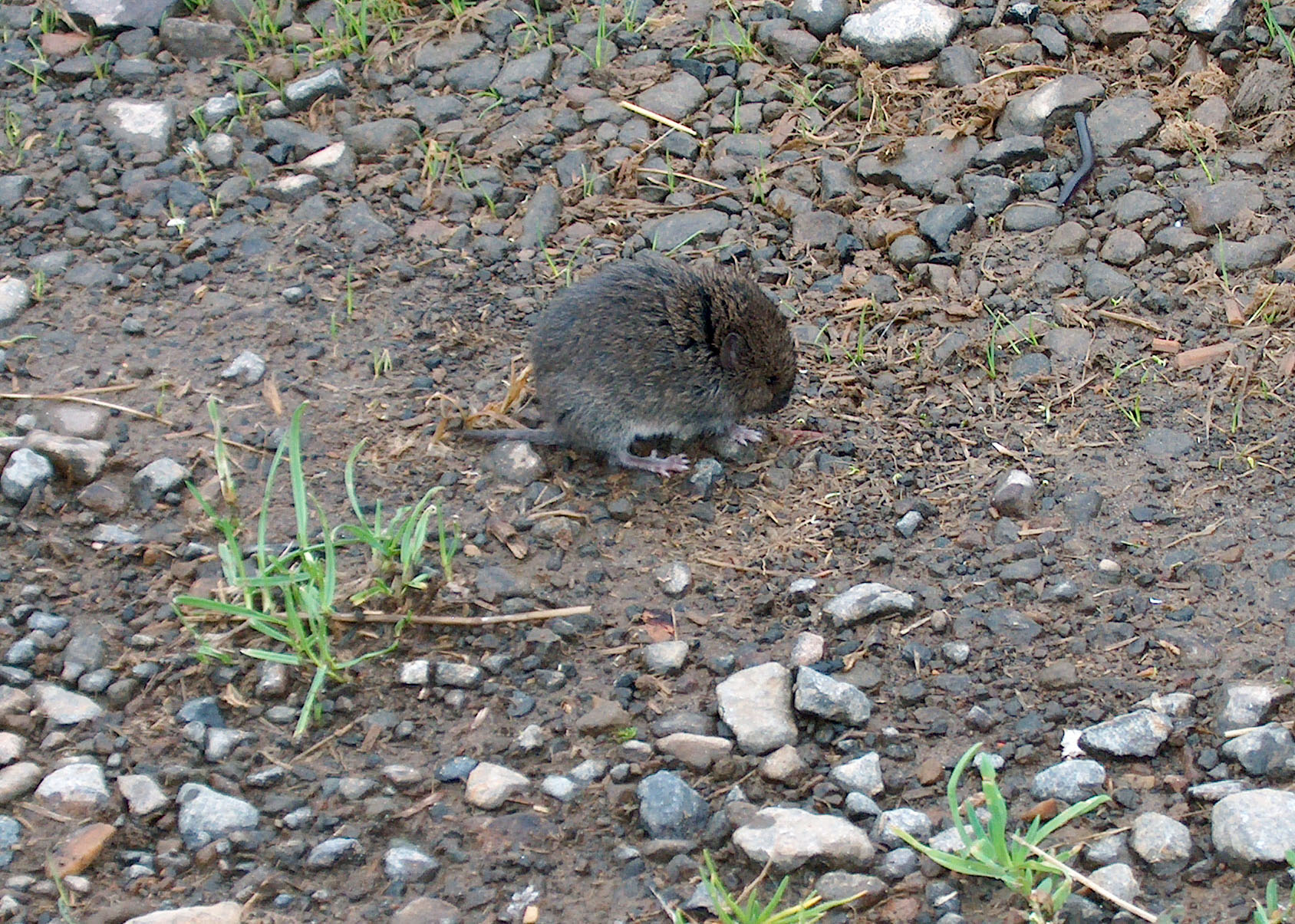
Myodes californicus, le Campagnol à dos roux de Californie.

Myodes californicus est un petit campagnol élancé dont le corps mesure de 120 à 187 mm de long et la queue 34 à 74 mm de long. Il pèse de 15 à 40 g. Ses dents sont peu puissantes et varient du jaunâtre clair au blanchâtre. Ses oreilles dépassent légèrement des poils. Il arbore une bande dorsale brun châtaigne à brun rougeâtre souvent mal définie, qui est masquée par des poils noirs entremêlés. Ses flancs sont gris clair à gris foncé lavés de brun clair à brun jaunâtre clair ; son ventre est gris foncé lavé de brun clair à brun jaunâtre clair. Sa queue est longue et nettement bicolore ou non, brun clair ou noirâtre au-dessus et blanchâtre en dessous. Les juvéniles sont plus sombres et ont une bande médiane moins distincte sur le dos. Le pelage est long et doux en hiver et court et grossier en été. En période d'accouplement, les mâles se différencient par de gros testicules roses et turgescents d'environ 8 mm de diamètre alors que les femelles présentent des cicatrices placentaires et des glandes mammaires,. 
Par rapport à Myodes gapperi dont il est très proche, le Campagnol à dos roux de Californie est plus foncé, la coloration rousse du dos étant particulièrement obscurci voire parfois entièrement caché par le noir. Les espèces du genre Myodes se différencient entre elles et de celles de Phenacomys et Microtus par la morphologie de leurs dents.

## Répartition
Le Campagnol à dos roux de Californie vit dans les forêts de conifères de la côte pacifique de l'Amérique du Nord, depuis le fleuve Columbia au Canada jusqu'au nord-ouest de la Californie, à environ 100 km au nord de la baie de San Francisco, aux Etats-Unis, en passant par l'ouest de l'Oregon. Il s'aventure à l'intérieur du continent jusqu'au sommet de la chaîne des Cascades,,.

## Écologie

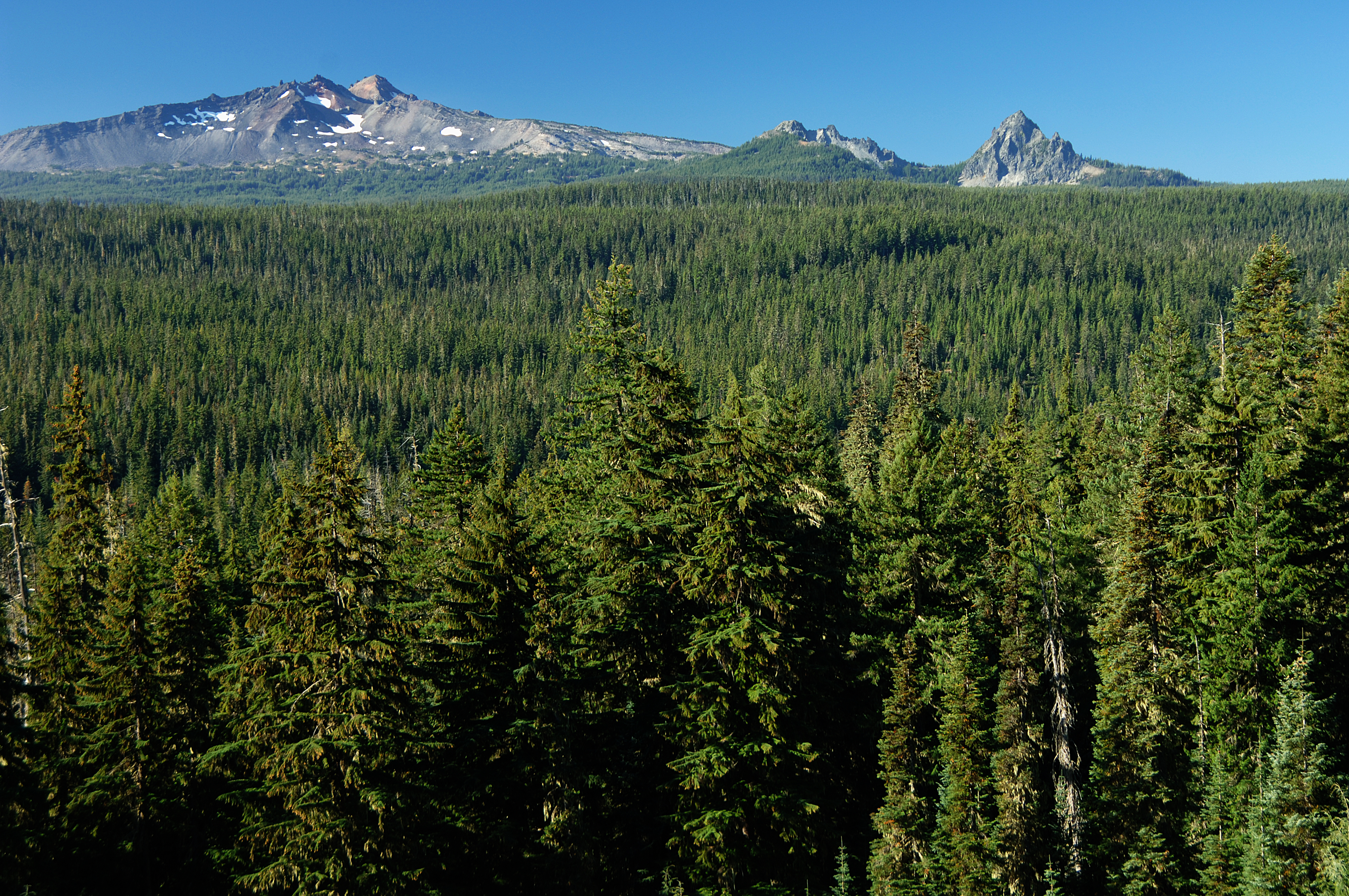
Forêt nationale de Willamette dans la chaîne des Cascades.

Le Campagnol à dos roux de Californie vit principalement dans les forêts de conifères, notamment le Pin tordu, le Sapin de Douglas, la Pruche de l'Ouest, l'Épicéa de Sitka, le Séquoia à feuilles d'If, le Cèdre rouge de l'Ouest, le Sapin gracieux, le Sapin géant, le Sapin du Colorado, l'If de l'Ouest et le Pin ponderosa. Il se trouve également dans les forêts mixtes, qui comprennent l'Érable à grandes feuilles, l'Aulne rouge et  Rhododendron macrophyllum. Il préfère les anciennes forêts denses et profonde comportant peu de végétation au sol et de nombreux troncs d'arbres en décomposition de grand diamètre, généralement dans des microhabitats humides et frais,.
Les rondins en décomposition semblent être une composante essentielle de son habitat. Les zones riveraines sont considérées comme les plus favorables à la reproduction, mais les hautes terres peuvent avoir des populations plus importantes. On le trouve parfois dans les landes de manzanita et à Garrya en Californie. Les zones abattues et brûlées ne constituent pas un habitat approprié mais peuvent être habitées temporairement. 
L'aire de répartition et l'écologie du Campagnol de l'Orégon, sont en négatif par rapport à celle du Campagnol à dos roux de Californie. Plus la végétation de sous-bois est abondante, plus il est présent.

## Biologie

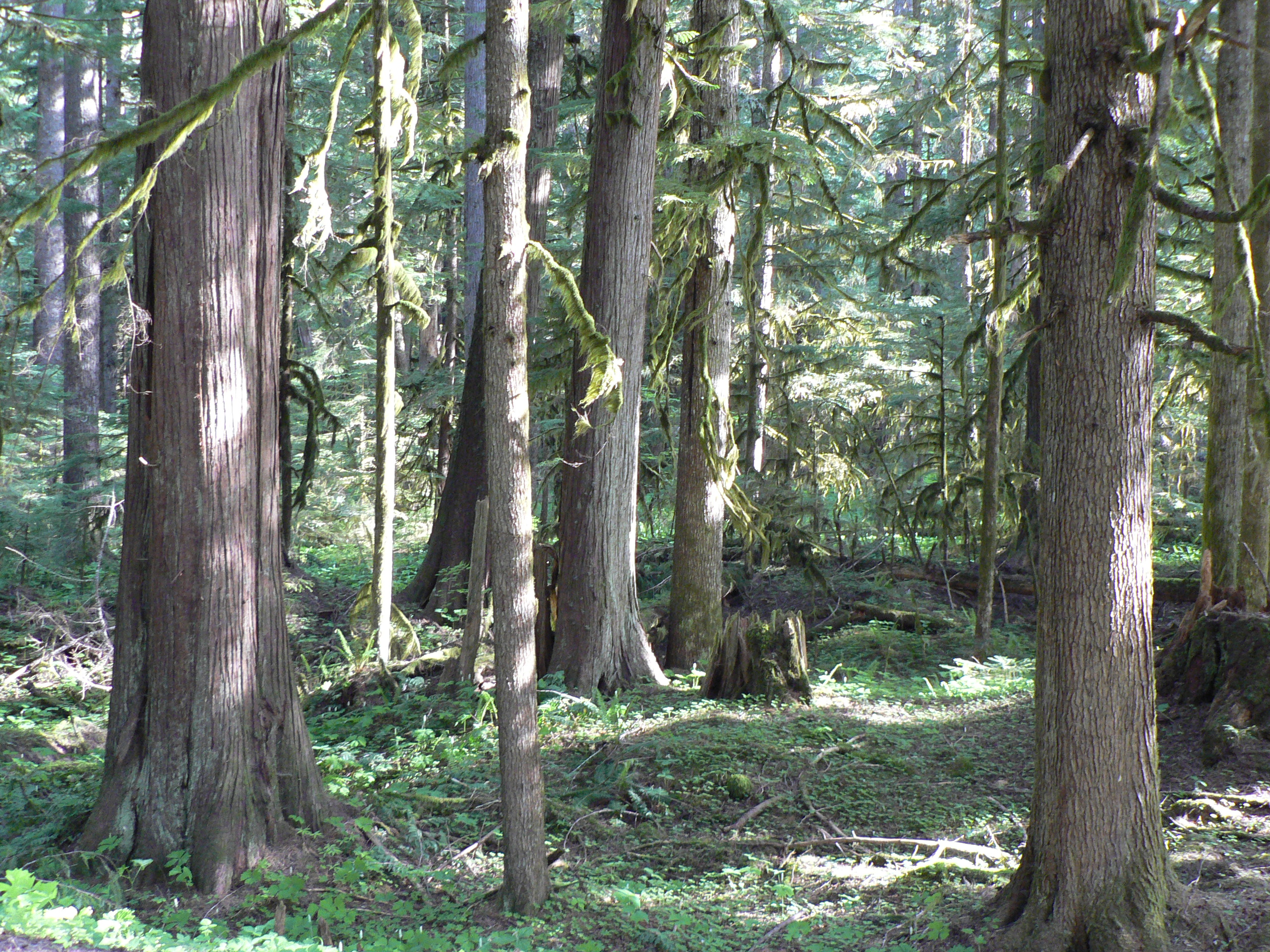
Sous-bois du Parc national du Mont Rainier dans la chaîne des Cascades.

Le Campagnol à dos roux de Californie vit principalement sous terre. Il peut être discret comme dans la chaîne des Cascades ou parcourir librement la forêt comme dans les montagnes de l'Orégon. Il niche dans des terriers creusés par d'autres animaux, sous des rondins ou dans la litière.
À l'ouest de la chaîne des Cascades, les campagnols se reproduisent tout au long de l'année alors que les populations montagnardes se reproduisent uniquement de février à novembre, les femelles étant gravides ou allaitantes principalement d'avril à septembre. La gestation dure de 17 à 21 jours. La taille moyenne des portées est de deux à trois. Les femelles produisent plusieurs portées par an,.
Le Campagnol à dos roux de Californie est actif tout au long de l'année. À l'ouest de la chaîne des Cascade, les campagnols sont actifs principalement la nuit ; dans les montagnes, ils sont actifs sur l'ensemble de la journée.

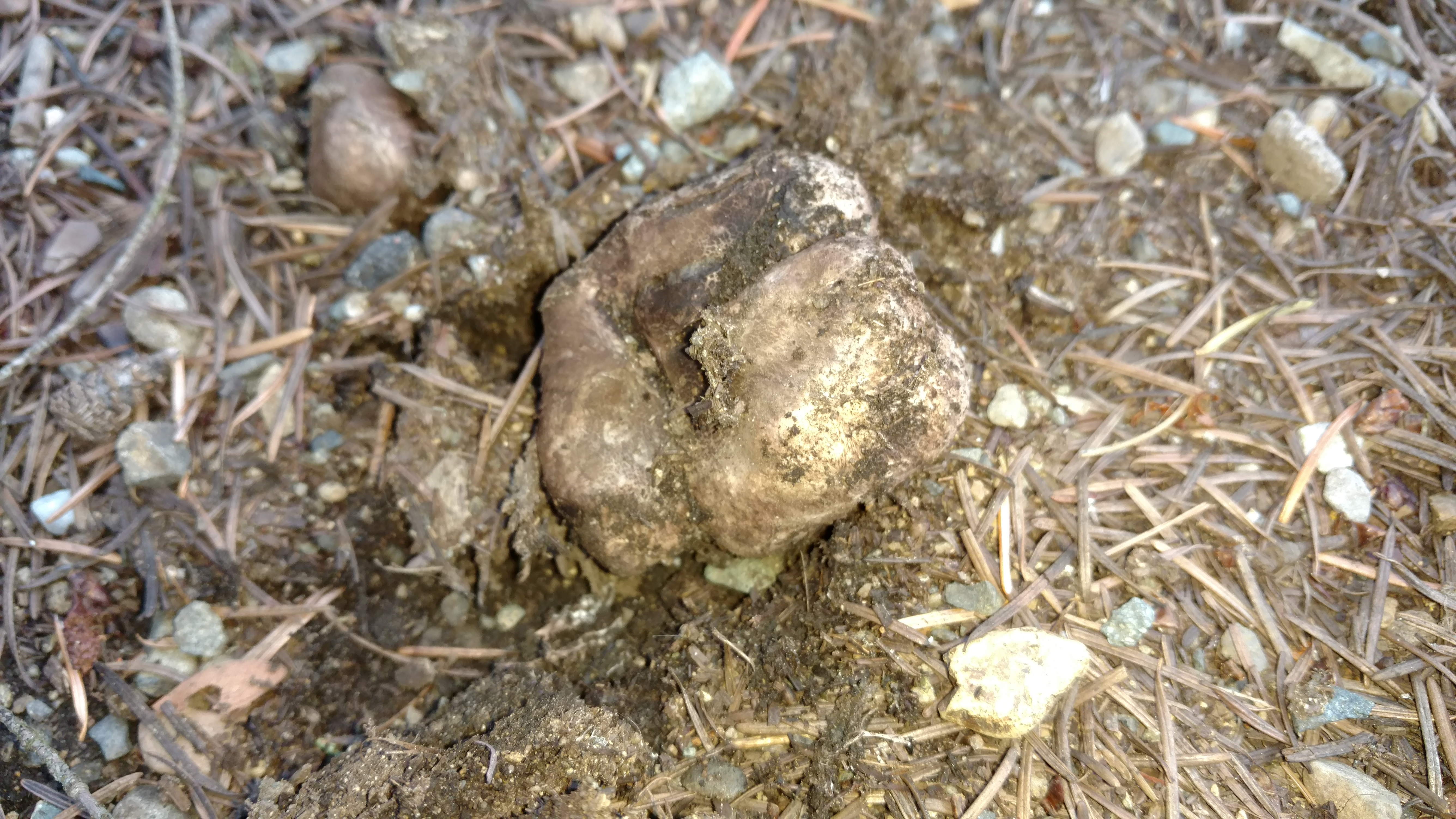
Rhizopogon vinicolor.

Son régime alimentaire est largement dominé les champignons hypogés, c'est-à-dire à fructifications souterraines, comme les genres Jimgerdemannia avec J. lactiflua, Glomus avec G. fasciculatum et G. rubiforme, Rhizopogon avec R. vinicolor mais aussi les genres Alpova, Hysterangium, Elaphomyces et Tuber. Il se nourrit également de lichens, d'herbes, de graines de graminées et de larves d'insectes. Il consomme sa nourriture essentiellement dans un abri et peut stocker des champignons pour une utilisation ultérieure,,,. Malgré tout, les champignons hypogés n'ont qu'une valeur nutritionnelle modérée.
Myodes californicus est un mycophage dit « obligatoire ». Par comparaison, les autres espèces du genre Myodes de son aire de répartition, M. gapperi et M. glareolus, sont des mycophages dits « préférentiels », dont le régime alimentaire est plus diversifié.

## Prédateurs
Ses prédateurs sont la Martre d'Amérique, l'Hermine, la Mouffette tachetée occidentale, le Lynx roux, le Coyote, le Chat domestique ainsi que les rapaces nocturnes Grand-duc d'Amérique, Petite Nyctale et la sous-espèce caurina de la Chouette tachetée,.

## État des populations et statut
Dans les forêts primaires, les densités de population varient de 1,2 individus/ha à 7,9 individus/ha. Des densités allant jusqu'à 12,4 individus/ha ont été enregistrées sur une coupe rase plusieurs mois après la coupe, mais avant le brûlage des rémanents. Après leur brûlage, les densités ont chuté et les campagnols ont disparu le printemps suivant, ce phénomène étant lié à la disparition des champignons hypogés.
Myodes californicus est inscrit dans la catégorie UICN « Préoccupation mineure » (LC) parce qu'il est répandu, commun et qu'il n'y a pas de menaces majeures qui pèse sur lui. Malgré tout, l'étendue de son aire de répartition est en déclin continu tout comme la qualité de son habitat.
Cette espèce ne fait pas l'objet de préoccupations en matière de conservation mais son aire de répartition comprend plusieurs zones protégées.

## Intérêts en sylviculture
En se nourrissant principalement de champignons à fructification souterraine, le Campagnol à dos roux de Californie diffuse leurs spores par ses excréments à travers la forêt. Ces champignons étant des mycorhiziens à arbuscules ou à ectomycorhizes essentiels au développement des conifères en leur apportant eau et sels minéraux, le Campagnol participe à la bonne santé de la forêt. Ces relations étant obligatoires et interdépendantes, il s'agit de symbioses,.

## Nomenclature et systématique
Myodes californicus a été initialement décrit par le zoologiste américain Clinton Hart Merriam (1855-1942) sous le protonyme Evotomys californicus. Le spécimen type, un mâle adulte, a été capturé près d'Eureka en Californie par Theodore Sherman Palmer en juin 1889.

### Noms vernaculaires
En français, l'espèce est nommée « Campagnol à dos roux de Californie ». En anglais, elle est désignée par le nom « Western red-backed vole », le genre Myodes dans son ensemble ayant pour nom vernaculaire « Red-backed vole ».

### Synonymie
Myodes californicus a pour synonymes :
- Evotomys californicus Merriam, 1890 (protonyme)
- Clethrionomys californicus (Merriam, 1890)
- Evotomys mazama Merriam, 1897
- Evotomys obscurus Merriam, 1897

Selon la base de données BioLib, ce taxon serait à classer sous le genre Clethrionomys plutôt que Myodes.
L'épithète spécifique occidentalis a été appliqué à cette espèce, mais les populations au nord du fleuve Columbia, qui comprennent les groupes occidentalis et caurinus, ont été réassignées à Myodes gapperi.

### Publication originale
- (en) Dr. C. Hart Merriam, « Descriptions of two new species of Evotomys from the pacific coast region of the United States », North American Fauna, no 4,‎ 1890, p. 25-26 (lire en ligne)